# 內城區 (維也納)
内城（德語：Innere Stadt），亦被稱為維也納的第一區，為奧地利維也納舊城的中心地區。在1850年代維也納合併其他城區之前，今日的內城也就是當時的整個維也納。內城被沿歷史上舊城牆的路線的環城大道環繞。
內城是維也納最大提供就業的地區，擁有100,745名就業人口。這部分是由於内城地處市中心，除了吸引了大量的遊客，也吸引大量企業在此開設業務機構。

## 歷史
維也納最早是凱爾特人和羅馬人的定居點，隨後逐漸轉變為中世紀及巴洛克時期的都市，接著成為奧匈帝國的首都，見證了德國的工業革命和二戰的關鍵歷史。

## 世界遺產
維也納歷史中心的街區依多瑙河而建，建於19世紀，圍繞舊市區的環城大道過去是中世記的城牆，現在是一條著名的街道。在環城大道周圍則分佈着維也納著名華麗繁複的名勝古蹟。包含巴洛克風格的城堡、花園及建於19世紀晚期的環城大道其沿途的建築物、博物館及公園，帶有著巴洛克式、哥特式和羅馬式建築的風格，為歐洲建築藝術精華的匯聚地。

2001年，國際文化紀念物與歷史場所委員會提名維也納為世界文化遺產，認為其滿足以下三個獲選條件：
1. 維也納古城歷史悠久，城中風格迥異的的歷史建築述説着20世紀維也納社會不斷髮展、價值觀不斷轉變的歷史進程。（文化遗产标准ii）；
2. 歐洲三個重要的文化和政治發展階段時代階段、中世紀、巴洛克時期和奠基者時代，在維也納的城市發展和歷史建築中得到充分的展示。（文化遗产标准iv）；
3. 從16世紀開始，維也納因為豐富的音樂歷史遺產而被稱作「音樂之都」。（文化遗产标准vi）；

2017年，因當地政府計劃在世界遺產保護項目附近新建高層建築，維也納歷史中心被列入《瀕危世界遺產名錄》。

## 外部連結
维基共享资源上的相關多媒體資源：維也納內城區
- （德語） History of Innere Stadt （页面存档备份，存于） at the City of Vienna homepage.
- （英語和法語） UNESCO rationale （页面存档备份，存于） for inclusion of Vienna inner district into world cultural heritage list.
- （德語） General information about Innere Stadt （页面存档备份，存于） from the Green party.
- （德語） Historical core of Vienna （页面存档备份，存于）